# Daniel Schorn
Daniel Schorn, né le 21 octobre 1988 à Saalfelden, est un coureur cycliste autrichien.

## Biographie
En 2008 et 2009, Daniel Schorn est membre de l'équipe continentale professionnelle autrichienne Elk Haus-Simplon. Il participe au championnat du monde sur route des moins de 23 ans en 2008 (76e), et en 2009 (abandon).
En 2010, il rejoint l'équipe continentale allemande NetApp, qui obtient le statut d'équipe continentale professionnelle en 2011. Aux championnats du monde sur route 2010 dans la catégorie espoirs, il est 37e de la course en ligne.

## Palmarès et classements mondiaux

### Par années
- 2004
  -  Champion d'Autriche sur route cadets
- 2005
  - 3e étape du Tour de Basse-Saxe juniors
- 2008
  - 1re étape de l'ARBÖ-Raiba ÖBV Radsporttage
  - 3e du championnat d'Autriche du contre-la-montre espoirs
  - 5e du championnat d'Europe sur route espoirs
- 2009
  - 2eb étape de Linz-Passau-Budweis
  - 2e du Grand Prix de Francfort espoirs
- 2010
  - 3e étape du Tour de Normandie
  - 2e et 6e étapes du Tour de Slovaquie
- 2011
  - 3e du Tour de Rijke
- 2012
  - 2eb étape de la Semaine internationale Coppi et Bartali (contre-la-montre par équipes)
  - 3e de la Volta Limburg Classic
- 2014
  - 2e du Circuit du Houtland
- 2015
  - 3e du championnat d'Autriche sur route
- 2016
  - Kirschblütenrennen
  - 1re étape du Rhône-Alpes Isère Tour

### Résultats sur les grands tours

#### Tour d'Italie
1 participation
- 2012 : 124e

#### Tour d'Espagne
1 participation
- 2013 : abandon (15e étape)

### Classements mondiaux
| Année            | 2007  | 2008 | 2009 | 2010 | 2011 | 2012 | 2013  | 2014 |
| ---------------- | ----- | ---- | ---- | ---- | ---- | ---- | ----- | ---- |
| UCI America Tour |       |      |      |      |      |      | 174e  |      |
| UCI Asia Tour    |       |      |      |      |      |      |       | 136e |
| UCI Europe Tour  | 1272e | 606e | 326e | 236e | 313e | 172e | 1152e | 147e |